# كمين أنصارية
كمين أنصارية هو كمين لحزب الله في بلدة أنصارية ضد وحدة الكوماندوس البحري الإسرائيلي، في الليلة الفاصلة بين الرابع والخامس من أيلول عام 1997، قُتل 12 جندياً إسرائيلياً، من أفراد وحدة الكوماندوس البحري الإسرائيلي «شييطت 13»، في كمين لحزب الله في بلدة أنصارية. جيش الاحتلال رأى حينها أن الكمين كان «صدفة».

## تحليلات
«حزب الله» حلّل صور طائرات التجسّس... والاستخبارات استخفّت بمعلومات عن «شخصيات مشبوهة»
هذا ما كشفه محلل الشؤون العسكرية في صحيفة «معاريف»، عامير رابابورت، في تحقيق نُشر في ملحق الصحيفة، أنّ حزب الله علم مسبقاً بعملية أنصارية، وأنّ الصور ومقاطع الفيديو التي رصدتها الطائرة من دون طيّار الإسرائيلية عن مسار وحدة الكوماندوس البحري الإسرائيلي، التقطت بواسطة أجهزة تلفزيون تابعة لحزب الله.
ويكشف التحقيق أيضاً عن إخفاقات أخرى، وإخفاء معلومات «ضرورية» وصلت إلى قيادة سلاح البحرية الإسرائيلي ، عن وجود «شخصيات مشبوهة» في مسار العملية. ويشير رابابورت إلى أنه «كان بالإمكان منع موت 12 جندياً إسرائيلياً»، مضيفاً أنهم «بُعثوا إلى موتهم».

## رصد العملية
بداية العملية كانت قوة الكوماندوس من «شييطت 13» قد عبرت بوابة إلى بستان في أطراف بلدة أنصارية، إلا أنه في الدقيقة الحادية والأربعين من بدء التنفيذ، وبعد منتصف ليل الرابع والخامس من أيلول عام 1997، انفجرت أولاً عبوة ناسفة في مسار القوة الإسرائيلية. كان الانفجار قوياً، انطلقت منه كرات حديدية في كل اتجاه، وانفجرت في أعقابه عبوات ناسفة حملها أفراد الكوماندوس البحري لنصبها «داخل الهدف الذي كانوا في طريقهم إليه»، من دون أن يشير رابابورت إلى الهدف الذي أراده الإسرائيليون.
والانفجار خلّف «أرضاً محروقة»، وصمْتُ الموت كسره إطلاق نار من بين الأشجار. فرق الإنقاذ العسكرية الإسرائيلية هرعت إلى المكان، وقتل أحد الأطباء المسعفين بشظايا قذيفة. فمروحيات إسرائيلية من طراز «يسعور» هبطت في «ميدان الانفجار» على بعد 60 كيلومتراً من الحدود الإسرائيلية ــ اللبنانية، بعيداً عن «القطاع الأمني» الواقع تحت سيطرة الجيش الإسرائيلي في حينه، وعدد من الجنود تُركوا من دون علاج فماتوا متأثرين بجراحهم. وتبيّن أنه بعد هبوط المروحيات في إسرائيل ، تُركت جثّة أحد أفراد الكوماندوس الإسرائيلي، ايتمار إليا في لبنان.

المكان حيث قتل أفراد وحدة الشييطت

ويشير رابابورت إلى سؤال مركزي تردد على مدار عشر سنوات، بشأن ما إذا كان الكمين الذي نُصب كان صدفة أم أنّ حزب الله خطّط له؟ ويتابع أنه لو كان الكمين صدفة، لكان من الممكن الادّعاء أن ما حصل كان «سوء حظ». أما إن كان الكمين مخططًا له من قبل حزب الله، «فهذا يعني أنّ إخفاقات ضخمة سبقت الكارثة»، موضحاً أن ما جرى في أنصارية «كان مفهوماً ضمناً، لكن في إسرائيل فعلوا كل شيء لإخفائه».

## واقع مغاير
تعدّ «كارثة الشييطت» من أصعب ما تعرضت له وحدات النخبة الإسرائيلية العسكرية، وإحدى الضربات القوية التي تلقتها هذه الوحدات منذ قيام الجيش الإسرائيلي. وكانت نتائج الحملة الفاشلة «ضربة لعزيمة» أفراد الوحدة.
وفي أعقاب الكارثة، تألّفت في إسرائيل لجنة تحقيق في القضية ترأسها لواء الاحتياط في الجيش الإسرائيلي، غابي أوفير. هذه اللجنة رفضت فكرة الكمين المحكم، رغم التصريحات الواضحة للأمين العام لحزب الله السيد حسن نصر الله عن «كمين مخطط له».
ورأت لجنة التحقيق أنه «لم تكن هناك تسريبات استخبارية قبل العملية، وأن حزب الله لم يعرف شيئاً عنها». وعقدت مؤتمراً صحافياً في بيت سوكولوب في تل أبيب قالت خلاله إنّ الكمين الذي تعرّض له أفراد الكوماندوس كان «صدفة».
تنفّس قادة سلاح البحر الإسرائيلي الصعداء في حينه. فلا حاجة إلى التفتيش عن متهمين في هذه الحال. ويقول رابابوت: «هذا ما تمنّوه، لكن الواقع كان مغايراً». ويكشف أن «شركاء في السر» في الجيش الإسرائيلي، كانوا على علم في قمة الاستعدادات للحملة، أن الطائرات الإسرائيلية الصغيرة من دون طيّار، بثت صوراً وفيديو يظهر من خلالها الوادي الذي كان على أفراد الكوماندوس البحري الإسرائيلي المرور منه بعد البحر إلى داخل لبنان.
ويوضح رابابورت أن هذا المسار رصد المنطقة مرّة تلو الأخرى قبل الحملة للبحث عن علامات مشبوهة، وتبيّنت مشكلة واحدة، أن بث الطائرة من دون طيار التي رصدت المكان كان من الممكن التقاطه عن طريق كل جهاز تلفزيون بيتي، لكون الطائرة غير مزوّدة بأجهزة تشفير. وقال إن صورة الشاطئ التي بدت واضحة من نظرة من الأعلى، باستطاعتها أن تكشف مسار الحركة المخطط له من قبل قوة الكوماندوس البحري الإسرائيلي، وكان بالإمكان تجنّب هذا عن طريق رصد مساحة أكبر، تشمل عدداً من الأودية، من «أجل تضليل حزب الله »، إلا أن هذا لم يحصل.
بعد الكارثة، أعدّ ضابط من وحدة التكنولوجيا في الجيش الإسرائيلي تجربة لفحص ما إذا كان حزب الله علم مسبقاً. أعطى أشرطة الفيديو التي بثّتها الطائرات من دون طيار، إلى عدد من «مفككي الرموز» الهامشيين، وطلب منهم تحليل المادة من دون إبلاغهم أن الصور مأخوذة عن التحضيرات للعملية العسكرية السابقة. إلا أنّهم، ورغم عدم تزويدهم بالمعلومات، استنتجوا أن العملية ستمر من طريق أنصارية.
كان الاستنتاج في الجيش الإسرائيلي أنه في حال استطاع «مفككو رموز هامشيون» أن يشيروا إلى مكان العملية، فلا بدّ من أنّ حزب الله يستطيع فعل هذا، وأن ينصب كميناً في المكان نفسه. إلا أن لجنة أوفير، عرضت من خلال تقريريها استخلاصات عكسية.
وتساءل رابابورت «هل استعمال البث غير المشفّر، من طائرة من دون طيّار، في الأيام التي سبقت الحملة العسكرية الإسرائيلية، التي يظهر من خلالها مرة تلو المرة، المكان نفسه الذي يفترض أن يمر منه أفراد الكوماندوس البحري الإسرائيلي هو من كشف لحزب الله أن الجيش الإسرائيلي يستعد لاقتحام في منطقة أنصارية؟».
مسؤول رفيع المستوى في الاستخبارات الإسرائيلية مقتنع بأنّ حزب الله كان على علم بالعملية مسبقاً، يقول إن «باستطاعة حزب الله أن يسمع كل طائرة من دون طيار في سماء لبنان»، مضيفاً: «نحن نعرف اليوم، إلى أي مدى كانت استخبارات حزب الله ، على مدار سنوات، ذكية بمساعدة إيران ، وما لا شك فيه أن البث غير المشفّر، التُقط بسهولة بواسطة أجهزة تلفزيون عادية.». وتابع: «هذا الإخفاق، الذي كشف لحزب الله عن خطة الاقتحام مسبقاً، مستفز بشكل خاص. كان بالإمكان منعه لو استعمل الكوماندوس البحري أجهزة تشفير تابعة لسرية هيئة الأركان (سييرت متكال)، أو على الأقل رصد في مرة ثانية مساحة أخرى، وليس تصوير المسار نفسه في كل يوم».
ويتابع المسؤول نفسه: «يبدو واضحاً أن أفراد حزب الله ، علموا المسار المعدّ لأفراد الكوماندوس البحري، ووضعوا العبوات الناسفة مستندين إلى تحليل مسبق للمنطقة».
ويشير رابابورت أيضاً إلى كتاب نائب الأمين العام لحزب الله، الشيخ نعيم قاسم، الذي نُشر عام 2002، موضحاً أن قاسم كتب بكل وضوح أن «المقاومة كانت على علم بخطة العدو، وأن المقاومة كانت مستعدة للهجوم، ونصبت عبوات ناسفة جرى تفعليها عن طريق أجهزة تحكّم عن بعد».

## إخفاقات أخرى
لم يكن البث هو الإخفاق الوحيد في العملية. فليلة تنفيذها، تلقّى الإسرائيليون معلومات عن «شخصيات مشبوهة»، كانت في المسار المعدّ لأفراد الكوماندوس البحري، رُصدت عن طريق أجهزة تكشف الإنسان من علوّ شاهق، معتمدة على حرارة جسده. هذه المعلومات وصلت إلى قيادة العملية الأمامية، إلا أنّها لم تُنقل إلى القوات الميدانية.
كذلك فإن «شكوكاً كثيرة» ساورت الاستخبارات العسكرية الإسرائيلية بأنّ مقاتلي حزب الله يتجولون في المنطقة المعدة للاقتحام. إلاّ أن هذه المعلومات لم تنقل إلى المسؤولين الكبار في شعبة الاستخبارات، ولا إلى سلاح البحرية.
بعد العملية والإخفاق، اندلع نقاش حاد داخل الوحدة، إلاّ أنه بقي داخلياً ولم يتسرّب إلى الخارج، ادّعى خلاله العقيد «ر» أنه نقل معلومات «ضرورية» إلى الضابط «أ»، الذي احتفظ بها.
في أعقاب هذا، اتهم قادة في الاستخبارات العقيد «ر» بأنه يريد تحويل المسؤولية إلى الأعلى. وفي أعقاب النقاش، لم تجرِ ترقية «ر» على مدى سنوات، في وقت حظي الضابط «أ» بمساندة.
ويشير رابابورت إلى أن التحقيقات تواصلت لسنوات، وبعدما أنهت لجنة أوفير عملها، عملت أربع لجان تحقيق على خلاصة تقرير لجنة أوفير. وفي نهاية المطاف، اعترف الجيش الإسرائيلي بأن في «أغلب الظن»، الكمين «لم يكن صدفة»، وأن حزب الله خطط له، لكن هذه القضية لم تطرح ذات يوم رسمياً.
ويوضح رابابورت أنه في غياب تحقيق يهدف إلى التوصل إلى الحقيقة، لا تزال الخفايا تلف القضية، وليس واضحاً حتى اليوم، ما إذا كانت هناك علاقة بين اختفاء مواد استخبارية قبل أسابيع معدودة من العملية، وبين فرضية أن حزب الله كان مستعداً لها. وتابع أن من غير الواضح أيضاً ما إذا كان هناك خلل داخل العبوات الناسفة التي حملها الجنود الإسرائيليون على أجسادهم فانفجرت. فقد تبيّن، بحسب رابابورت، أنه في ليلة العملية، اتصل قائد الكوماندوس البحري بمسؤول التسلّح في الجيش الإسرائيلي من أجل التأكد من أن كل العبوات الناسفة التي أُخذت إلى العملية كانت صالحة.
وقال مسؤول رفيع المستوى في قيادة المنطقة الشمالية العسكرية إن «العملية العسكرية هذه عُدّت منذ البداية خطيرة، وكثيرون لم يسلّموا بها في المنطقة الشمالية وفي سلاح البحر».
وقال أحد أفراد الكوماندوس إن الجيش الإسرائيلي فعل كل ما في وسعه من أجل إخفاء القضية، «كما فعل الشاباك الإسرائيلي في قضية الخط 300».

## التاريخ يعيد نفسه
في الثاني عشر من تموز عام 2006، أسر مقاومو حزب الله الجنديين الإسرائيليين، إلداد ريغف وإيهود غولدفاسر، وقتلوا في العملية ثمانية جنود إسرائيليين. ويشير تقرير عامير رابابورت إلى أنه في هذه العملية، كما في عملية أنصارية عام 1997، بقيت المعلومات الاستخبارية في شعبة الاستخبارات العسكرية، ولم تشق طريقها نحو الوحدات العسكرية التي تحتاجها.
ويرى التحقيق أن هناك علامات كانت قد حذّرت من عملية اختطاف ممكنة عند الحدود الشمالية وصلت إلى الوحدة نفسها في شعبة الاستخبارات، التي لم تعالج المعلومة الضرورية التي سبقت «كارثة الشييطت».
بعد حرب لبنان الثانية ، اندلع نقاش بين أفراد قيادة المنطقة الشمالية وأفراد شعبة الاستخبارات العسكرية. وقد ادّعوا في قيادة المنطقة الشمالية أن معلومات استخبارية، تشبه المعلومات التي لم تنقل قبل الثاني عشر من تموز 2006، أدّت في أحداث سابقة إلى استعدادات قصوى عند الحدود الشمالية، مدّعين أن خطوة كهذه، أي نقل المعلومات إلى الوحدات، كان من شأنها أن تمنع أسر ريغف وغولدفاسر.
في المقابل، يدّعي أفراد شعبة الاستخبارات العسكرية، أن المعلومات الاستخبارية التي وصلتهم لم تكن «ذات قيمة»، ومن الصعب فهم معناها.

## كشف حزب الله تفاصيل العملية
في 10 أغسطس 2010 كشف الأمين العام لحزب الله اللبناني السيد حسن نصر الله تفاصيل العملية، حيث أكد رصد الحزب لصور طائرات الاستطلاع الإسرائيلية قبل العملية، والتي تدل على الطرق التي سيسلكها الجنود الإسرائيليون أثناء العملية، مما مكن الحزب من رصد كمين محكم للقوات الإسرائيلية في مكان العملية، وبالتالي حسم الجدل حول التقاطه لبث طائرات الاستطلاع الإسرائيلية وأن الكمين لم يكن صدفة.